# Roland (host japonais)
 (octobre 2022).
La mise en forme du texte ne suit pas les recommandations de Wikipédia : il faut le « wikifier ».
Les points d'amélioration suivants sont les cas les plus fréquents. Le détail des points à revoir est peut-être précisé sur la page de discussion.
- Les titres sont pré-formatés par le logiciel. Ils ne sont ni en capitales, ni en gras.
- Le texte ne doit pas être écrit en capitales (les noms de famille non plus), ni en gras, ni en italique, ni en « petit »…
- Le gras n'est utilisé que pour surligner le titre de l'article dans l'introduction, une seule fois.
- L'italique est rarement utilisé : mots en langue étrangère, titres d'œuvres, noms de bateaux, etc.
- Les citations ne sont pas en italique mais en corps de texte normal. Elles sont entourées par des guillemets français : « et ».
- Les listes à puces sont à éviter, des paragraphes rédigés étant largement préférés. Les tableaux sont à réserver à la présentation de données structurées (résultats, etc.).
- Les appels de note de bas de page (petits chiffres en exposant, introduits par l'outil «  Source ») sont à placer entre la fin de phrase et le point final[comme ça].
- Les liens internes (vers d'autres articles de Wikipédia) sont à choisir avec parcimonie. Créez des liens vers des articles approfondissant le sujet. Les termes génériques sans rapport avec le sujet sont à éviter, ainsi que les répétitions de liens vers un même terme.
- Les liens externes sont à placer uniquement dans une section « Liens externes », à la fin de l'article. Ces liens sont à choisir avec parcimonie suivant les règles définies. Si un lien sert de source à l'article, son insertion dans le texte est à faire par les notes de bas de page.
- La présentation des références doit suivre les conventions bibliographiques. Il est recommandé d'utiliser les modèles {{Ouvrage}}, {{Chapitre}}, {{Article}}, {{Lien web}} et/ou {{Bibliographie}}. Le mode d'édition visuel peut mettre en forme automatiquement les références.
- Insérer une infobox (cadre d'informations à droite) n'est pas obligatoire pour parachever la mise en page.

Pour une aide détaillée, merci de consulter Aide:Wikification.
Si vous pensez que ces points ont été résolus, vous pouvez retirer ce bandeau et améliorer la mise en forme d'un autre article.
 (novembre 2022).
Pour les articles homonymes, voir Roland (homonymie).
Fuuga Matsuo (松尾 風雅)
Roland (stylisé comme ROLAND ) est un host japonais, mannequin, personnalité de la télévision et entrepreneur. Il est l'administrateur représentant de Roland Group HD, Inc. En tant que détenteur du record des ventes du club hôte de Kabukicho, il a été surnommé "le roi des hôtes",,,,. Ses revenus s'élèvent à 42 millions de yens par mois (environ 308 000 euros) ; ses frais de chirurgie esthétique ont coûté plus de 10 millions de yens (environ 73 000 euros), avec des procédures de retouche coûtant 200 000 yens (1 468 euro) par mois.

## Histoire
Roland est né sous le nom de Fuuga Matsuo (松尾 風雅) en 1992 à Tokyo. Après avoir obtenu son diplôme de l'école Teikyo Koutou, il entre à l'université de Teikyo, mais abandonne et fait ses débuts en tant qu'hôte à 18 ans en tant que Makoto Tojo. Après un an en tant qu'employé subalterne, il devient directeur délégué du club à l'âge de 21 ans.
En 2013, au sein du principal groupe de clubs hôtes KG-produits Club PLATINA -Branche principale-, il a rapporté un montant record de trésorerie en tant qu'host principal. Par la suite, il a fait des apparitions dans de nombreux programmes télévisés et est devenu actif en tant que talent.
En août 2017, il a changé son pseudonyme de Makoto Tojo en ROLAND.
Son évènement pour sa fête d'anniversaire en 2018 a rapporté des ventes de plus de 60 millions de yens (environ 440 mille euro) à son club d'host, établissant un nouveau record pour les ventes les plus élevées du groupe. À cette époque, il anime des émissions sur l'émission télévisée de variétés de TV Asahi keiretsu, Sono Saki, faisant connaître son nom au grand public. Par la suite, il a cessé de travailler en tant qu'hôte principal et s'est séparé de KG-Produce. Depuis octobre 2018, il est affilié à son cabinet personnel, Schwarz, qu'il a créé.
En 2019, il a ouvert sa première exposition à Ikebukuro PARCO, intitulée Ro LAND ~Ore ka, Ore Igai ka~, qui comprenait des éléments de réalité virtuelle,,. Au total, 100 000 personnes y ont assisté. En avril de la même année, il ouvre le club hôte THE CLUB.
Le 28 février 2020, ROLAND a ouvert sa chaîne YouTube, THE ROLAND SHOW . Au 18 mars 2020, ses vidéos avaient été visionnées au total 2 300 000 fois et le nombre d'abonnés à sa chaîne avait dépassé les 97 000. En réponse à la demande d'auto-quarantaine du gouvernement de Tokyo en raison de la propagation de la pandémie de maladie à coronavirus 2019, THE CLUB a suspendu ses opérations d'avril au 26 mai. Grâce aux mesures de prévention de la propagation du virus, les commerces ont pu rouvrir fin mai. Le 9 juillet, le nombre de personnes infectées dans la ville a atteint un nouveau pic. Comme il a été déterminé que d'autres affaires n'étaient plus possibles, THE CLUB a été définitivement fermé le même jour,,,.
Le 3 août, ROLAND a été présenté dans une collaboration avec PlayerUnknown's Battlegrounds, apparaissant dans une carte vocale.
Le 16 décembre de la même année, il coproduit la marque de vêtements et de lingerie pour femme G&R en collaboration avec le musicien Gackt ; cependant, trois jours après le communiqué de presse, certaines des robes ont été accusées de copier des marques étrangères. La société d'exploitation Dazzy (stylisée comme dazzy) a confirmé les soupçons selon lesquels les dessins avaient été copiés et a annoncé que les articles et marchandises vendus avaient été rappelés et remboursés. Sur la chaîne YouTube officielle de Roland, Roland a publié des excuses concernant l'incident et a annoncé la fin de son contrat avec dazzy,,,,,.
Le 18 décembre 2020, un manga intitulé Roland Zero (ローランド・ゼロ) de Noriyoshi Inoue est sorti, basé vaguement sur le parcours de Roland pour devenir un hôte de premier plan,,. En parlant du projet, Roland a dit que son rêve avait été exaucé. Diverses campagnes promotionnelles ont été menées pour sa première sortie. Au 28 janvier 2021, le manga s'était vendu à plus de 100 000 exemplaires et un deuxième volume a été annoncé,.
En mars 2021, Roland a dirigé une boutique éphémère à durée limitée dans le bâtiment Shibuya Hikarie pour sa marque de vêtements pour hommes Christian Roland. S'excusant davantage pour l'incident G&R, il dit que cette fois, il ne veut pas vendre quoi que ce soit qui ne soit pas produit à 100% par la collaboration de lui-même et du designer Munetaka Yokoyama,.
Le 21 avril 2021, Roland a publié un livre intitulé ROLAND ENGLISH, publié par Nihon Bungeisha. Le livre utilise ses dictons largement cités pour enseigner la grammaire anglaise.
À la suite des ventes de Ore ka, Ore igai ka. Roland toiu Ikikata qui a totalisé plus de 370 000 en deux ans, un volume de suite intitulé Kimi ka, kimi igai ka. La sortie de Kimi he okuru Roland no kotoba est prévue, également par Kadokawa, le 8 juillet 2021.
Actuellement, il exploite un salon d'épilation, et un restaurant. De plus, il est actif dans la vente de produits de beauté et l'activité d'agence d'importation de champagne, tout en travaillant également en tant qu'investisseur. ROLAND continue de payer le loyer du bâtiment qui devait être un site de relocalisation agrandi pour son ancien club hôte ; après la diminution des restrictions pandémiques, il vise à rouvrir dans le nouvel emplacement.
Le 17 septembre 2021, il a ouvert un restaurant italien nommé BELLA NOTTE à Shinjuku. Les clients d'une table se sont plaints que leur commande n'avait pas été apportée depuis plus de 60 minutes. En novembre 2021, un deuxième emplacement a été ouvert à Hachioji, à l'emplacement qui avait été la boutique de tapioca THE PEARL, ainsi que le Roland Museum. Certaines des expositions du musée, y compris ses bottes et sa statue de buste, restent comme décor.
Le 15 avril 2022, il a lancé une nouvelle marque de mode, Minimus,,,.
En mai 2022, il est devenu le premier travailleur mizu shōbai à faire une apparition officielle avec le personnage de Sanrio My Melody, alors que les deux présentaient des conseils en réponse à des questions en collaboration avec anan

## Anecdotes/épisodes
- Son nom est dérivé du personnage de Roland Himuro, du manga Usamaru Furuya Teiichi : Battle of Supreme High[49],[50].
- Les fans de Roland sont appelés Rolanders[51],[52].
- Il a lui-même déclaré que sa raison de passer de Makoto Tojo à ROLAND était pour changer son image de marque. Sur sa propre chaîne YouTube, THE ROLAND SHOW, il a déclaré (de son temps en tant que Makoto Tojo), "Il y a eu de nombreuses fois où j'ai été incapable de rendre les filles heureuses. Cela a commencé à me bouleverser, pourquoi est-ce que je continue à faire des choses pour faire pleurer les filles ? [En conséquence,] je suis sorti du style commercial qui pensait que les femmes sont de l'argent », cite-t-il comme raison du changement[53].
- Une collection de livres de citations de ses messages sur SNS et divers médias, Ore ka, Ore Igai ka. Roland Toiu Ikikata est devenu un best-seller à succès avec plus de 230 000 exemplaires en circulation. Toutes les redevances sont reversées à la création d'écoles au Cambodge[54]. À cet égard, il dit qu'il n'est pas nécessaire d'être égoïste pour faire des remarques acerbes et les faire entendre des autres[55].
- Alors qu'il était sous-fifre, il vivait dans un appartement d'une pièce à Nishi-Shinjuku qu'il louait pour 60 000 yens par mois et se rendait au travail à vélo. Ensuite, il séjournait dans des hôtels qui coûtaient 200 000 yens la nuit. Actuellement, il vit dans un immeuble de Roppongi[56].
- Selon son SNS, ses amitiés incluent Asashōryū Akinori, Tetsuya Komuro, Max Matsuura, Gen Shoji (de Gamba Osaka ), Yuki Kobayashi (de l'équipe nationale de football du Japon), Tetsuya de L'Arc~en~Ciel et Minami Takahashi, parmi les autres. De plus, le musicien Gackt a déclaré qu'il adorait Roland comme s'il était son jeune frère[57],[58].
- Le lanceur de baseball Yasuaki Yamasaki était son camarade de classe au lycée Teikyo, partageant une classe avec lui pendant trois ans[59].
- Les actrices Rika Adachi et Rina Ikoma ont visité l'exposition de Roland[60],[61] Rina Ikoma a dit qu'elle est devenue fan de lui[62].
- Sa famille se compose de cinq personnes : ses parents, une sœur jumelle plus jeune et un frère de 6 ans plus jeune que lui[63]. Son père est le guitariste professionnel Youichi Matsuo, qui a réalisé des réalisations en travaillant avec AIRBLANCA, JAM Project, Yukari Tamura, Ichiro Mizuki et Mitsuko Horie, entre autres[64],[65].
- En octobre 2021, une série de supports, de sous-verres et de porte-clés en acrylique a été publiée dans le cadre d'une collaboration entre ROLAND et Haruhi Suzumiya en commémoration de la sortie de son livre Kimi ka, kimi igai ka[66].

### Affiliations au football
- De l'école primaire jusqu'au lycée, il était très porté sur le football ; au collège, il faisait partie de la branche Ōme de l'équipe J.League Kashiwa Reysol junior junior[67] ; au lycée, il a rejoint l'équipe de football du lycée Teikyo. Il continue de participer au football et joue au futsal une fois par semaine avec ses associés hôtes.
- Le 23 octobre 2018, la télévision Asahi Keiretsu a diffusé Sono Saki[68] a montré que Roland allait voir les joueurs du Real Madrid CF Luka Modrić, Luís Figo et Roberto Carlos.
- Le 6 octobre 2019, avant le 28e match J.League J1 League Cerezo Osaka vs Kashima Antlers au Yanmar Stadium Nagai, Roland est apparu en tant qu'invité principal lors d'un événement de discussion, organisant un talk-show avec FW Ken Tokura de Cerezo, qui avait été retiré. en raison d'une blessure[69]. De plus, ce jour-là, il était escorte d'arbitres. Il a également mis à jour son blog ce jour-là, en disant "Malgré la reconnaissance des nombreux risques, de nombreux membres du J.League Club m'ont courageusement contacté et en ont fait une réalité, pour laquelle je suis incroyablement heureux", exprimant ses remerciements pour Cerezo et déclarant: "À partir d'aujourd'hui, je suis un partisan de Cerezo Osaka!"[70]
- Le 22 février 2020, il est de nouveau apparu dans l'événement de discussion pour le match d'ouverture J1 Cerezo Osaka vs Oita Trinita au Yanmar Stadium Nagai. Avant cet événement, le 20 février, il a été annoncé sur la page d'accueil officielle de Cerezo qu'il avait été inauguré en tant que "CereMan officiel"[71],[72],[73]. Ce jour-là, en plus de l'événement de discussion, il a également travaillé comme accompagnateur d'arbitres comme lors de l'événement précédent. De plus, une inauguration a eu lieu pendant le spectacle de la mi-temps, où le président Hiroaki Morishima a officiellement nommé Roland en tant que CereMan officiel. Lorsqu'il a été accueilli par la suite, il a promis une loyauté à vie à Cerezo, déclarant: "Il n'y a que deux types de clubs de football dans le monde. Est-ce Cerezo, ou est-ce le reste?"[74], que les supporters de Cerezo ont accepté avec des acclamations sauvages. Son contrat a été renouvelé pour la saison 2021[75].
- Ses opportunités d'apparaître dans des événements et des médias liés au football tels que les cas ci-dessus ont augmenté; il est apparu en tant que commentaire invité dans le sous-audio de l'émission télévisée terrestre du match final de la J.League YBC Levain Cup (Kawasaki Frontale vs Hokkaido Consadole Sapporo ) qui s'est tenu le 26 octobre 2019[76]. Le 8 décembre de la même année, aux J.League Awards 2019, il est apparu en tant que présentateur pour le Winning Director Award[77].

## Entreprises

### Groupe Roland HD, Incorporé
- Le club (club host) (fermé le 9 juillet 2020 ; réouverture prévue en juillet 2022[78],[79] )
- ROLAND MUSEUM (un renouvellement de la boutique de thé Tapioca THE PEARL )[80],[81],[82] Depuis novembre 2021, cet emplacement a été converti en un deuxième emplacement du restaurant italien BELLA NOTTE, certaines expositions du musée restant exposées[83].
- PARIS ROLAND Omotesando (Institut de beauté)[84],[85]
- ROLAND Beauty Lounge (Salon d'épilation pour hommes)][86],[87],[88],[89]
- ROLANDALE (produits de beauté, suppléments, cosmétiques)
- CHRISTIAN ROLAND (marque de vêtements)
- R-GALLERY (marque florale haut de gamme)
- SCHWARZ (production de divertissement)
- BELLA NOTTE (restaurant italien)

## Apparitions

### Programmes TV
- Kingen Picks ~ Tsuginaru Kigyouka ni, Chie wo Sazukeru (4 octobre 2020, TBS) - Hôte (animateur TV / MC)[90],[91],[92]
- Roland-sensei ~Ichiryu Ningenryoku Test~ (20 avril 2020, Fuji TV ) - Lui-même[93]
- Konna Denwa ga Kakattekimashitaこ ん な 電 話 が か か っ て き ま し た (18 mars 2022, TV Asahi ) - Lui-même[94]
- Risqué Business: Japan (2023, Netflix) - Lui-même

### Drame télévisé
- Aibou Saison 15 Épisode 3 (26 octobre 2016, TV Asahi ) - Animateur[95]
- Detective Story (version dramatique télévisée 2018) (8 avril 2018, TV Asahi )

### Publicités
- NIKEN＝ナイケン（Yamaha）
- Thé Oolong Suntory
- CHINTAI (2020 - )
- Gerolsteiner (mars 2020 -)[96]
- Medical Corporation Yushinkai Clear Dentistry (décembre 2020 -)[97]

### Clips
- Sandaime J Soul Brothers de EXILE TRIBE " Rat-tat-tat " (2020)[98]

### Autre
- FABULOUS NIGHT (2020, 2021) - Official Fabulous Ambassador[99],[100],[101]

- Ore ka, Ore Igai ka. Roland Toiu Ikikata (俺か、俺以外か。 ローランドという生き方?) Ore ka, Ore Igai ka. Roland Toiu Ikikata (俺か、俺以外か。 ローランドという生き方?)  (Kadokawa, 11 mars 2019) (ISBN 9784046041371)
- Roland Zero (ローランド・ゼロ?) (Noriyuki Inoue, Takarajimasha, 18 décembre 2020) (ISBN 4-299-01021-3) / (ISBN 978-4-299-01021-6)[102]
- Roland Zero Gyakushū-hen (ローランド・ゼロ 逆襲篇?) (Noriyuki Inoue, Takarajimasha, 27 mai 2021) (ISBN 4-299-01445-6) / (ISBN 978-4-299-01445-0)[103]
- Roland-sensei -Onayami Kaiketsu Tokubetsu Jugyou- (ローランド先生―お悩み解決特別授業―?) (Éditions Fusosha, 22 août 2020) (ISBN 4594085768)
- ROLAND ENGLISH (Nihon Bungeisha, 21 avril 2021) (ISBN 453721886X)
- Kimi ka, Kimi igai ka. Kimi he okuru Roland no kotoba (君か、君以外か。 君へ贈るローランドの言葉?) Kimi ka, Kimi igai ka. Kimi he okuru Roland no kotoba (君か、君以外か。 君へ贈るローランドの言葉?)  (Kadokawa, 8 juillet 2021) (ISBN 4046049510)